# Радослав Петковски
Радослав К Петковски или Петкоски (на македонска литературна норма: Радослав Петковски, Петкоски) е поет и писател от Народна република Македония.

## Биография
Роден е в 1916 година в Ресен, тогава окупиран от Царство България по време на Първата световна война. В 1940 година завършва Юридическия факултет на Белградския университет. Работи като помощник на адвокат Асен Каваев в Охрид, като библиотекар во градската библиотека и като секретар на община Охрид. В 1949 година е избран за съдия в околийския съд в Охрид.
Умира в 1955 година в Белград.
Петковски е автор на поезия, проза и драматургия. Сборникът му с разкази „Рибарот Климе“ се изучава в средното училище в Република Македония. В 2016 година, по случай стогодишнината от раждането му е издадена книгата „Поезия, разкази и драматични текстови“, подготвена от дъщеря му Нада Петковска.